# 남자 시장
"남자시장"은 1990년에 개봉한 대한민국의 영화이다.

## 캐스팅
- 최민수 : 영훈 역
- 이응경 : 재희 역
- 마흥식
- 조재현
- 선우용녀
- 방희
- 김애경
- 김성찬
- 김을동
- 오희찬
- 곽은경
- 조주미
- 조영이
- 유경애
- 조영선
- 조학자
- 유성
- 김의상
- 김두영
- 조성준
- 조용호
- 이주철
- 한봉구
- 길달호
- 주상호
- 신찬일
- 나갑성
- 이기영
- 정영국
- 김귀례
- 박용팔
- 김기주
- 홍성영
- 강희
- 홍성응
- 문철재
- 김정식
- 김희철
- 한영광
- 강성모
- 윤영희
- 강신성일 (특별출연)
- 윤양하 (특별출연)